# LADY BLUE (久松史奈の曲)
「LADY BLUE」（レディ・ブルー）は久松史奈のメジャー・デビュー・シングル。

## 内容
キャッチコピーは『時代が違うよ』。TOM★CATが1986年10月にシングルとして発売したカバー曲。

## タイアップ
関西テレビ制作・フジテレビ系「新伍&紳助のあぶない話」エンディングテーマ曲。

## 収録曲
作詞・作曲：TOM
1. LADY BLUE
編曲：村上啓介
2. LADY BLUE II ークリスマス・ソングー
編曲：鷺巣詩郎